# Антоновка (Калинковичский район)
Антоновка (бел. Антонаўка) — деревня в Горбовичском сельсовете Калинковичского района Гомельской области Беларуси.
Поблизости расположено месторождение железняка.

## География

### Расположение
В 7 км на северо-запад от районного центра и железнодорожной станции Калинковичи (на линии Гомель — Лунинец), 126 км от Гомеля.

### Гидрография
На реке Ненач (приток реки Припять).

## Транспортная сеть
Транспортные связи по просёлочной, затем автомобильной дороге Гомель — Лунинец. Планировка состоит из криволинейной улицы. Застройка плотная, деревянная усадебного типа.

## История
По письменным источникам известна с XVIII века как деревня в Мозырском повете Минского воеводства Великого княжества Литовского. После 2-го раздела Речи Посполитой (1793 год) в составе Российской империи. В 1795 году владение Аскерко, затем Горватов. В 1879 году обозначена как селение в Дудичском церковном приходе. Примерно в это время рядом с деревней формируется слобода, которая затем стала самостоятельным населённым пунктом Новая Антоновка. Согласно переписи 1897 года в Дудичской волости, работал хлебозапасный магазин. В 1904 году прошли выступления крестьян против помещика Горвата.
С 20 августа 1924 года до 28 июня 1973 года центр Антоновского сельсовета Калинковичского, с 27 сентября 1930 года Мозырского, с 3 июля 1939 года Калинковичского района, с 20 февраля 1938 года Полесской, с 8 января 1954 года Гомельской областей.
В 1930 году организован колхоз, работали кирпичный завод и смоловарня, действовала начальная школа, преобразованная затем в 7-летнюю (в 1935 году 172 ученика). Во время Великой Отечественной войны 14 января 1944 года освобождена от немецкой оккупации. 46 жителей погибли на фронте. Согласно переписи 1959 года в составе подсобного хозяйства районного объединения «Сельхозхимия» (центр — деревня Горбовичи), располагались клуб, библиотека, фельдшерско-акушерский пункт, отделение связи, магазин. Поблизости размещено хозяйство по выращиванию чернобурых лисиц и норок.

## Население

### Численность
- 2004 год — 99 хозяйств, 212 жителей.

### Динамика
- 1795 год — 5 дворов.
- 1897 год — 26 дворов, 196 жителей (согласно переписи).
- 1959 год — 441 житель (согласно переписи).
- 2004 год — 99 хозяйств, 212 жителей.

## События и мероприятия
- В августе 2023 года близ деревни Антоновка в хуторе В. Г. Тозика прошла военно-историческая реконструкция "Партизаны Полесья" в рамках фестиваля[1].

## Достопримечательность
- Памятник-бюст В. И. Ленину. На маевочной костровой площадке воссозданной партизанской стоянки близ д. Антоновка.

## Галерея

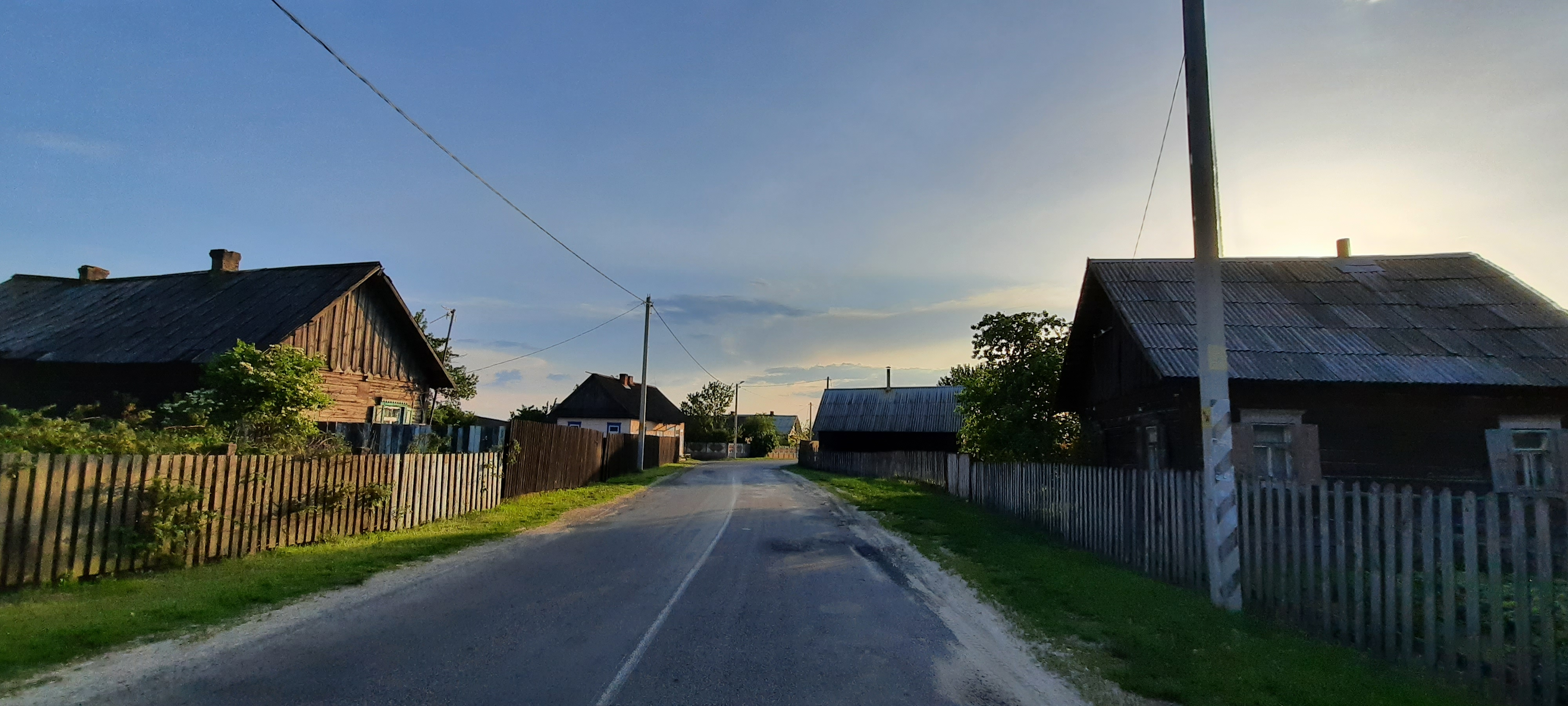
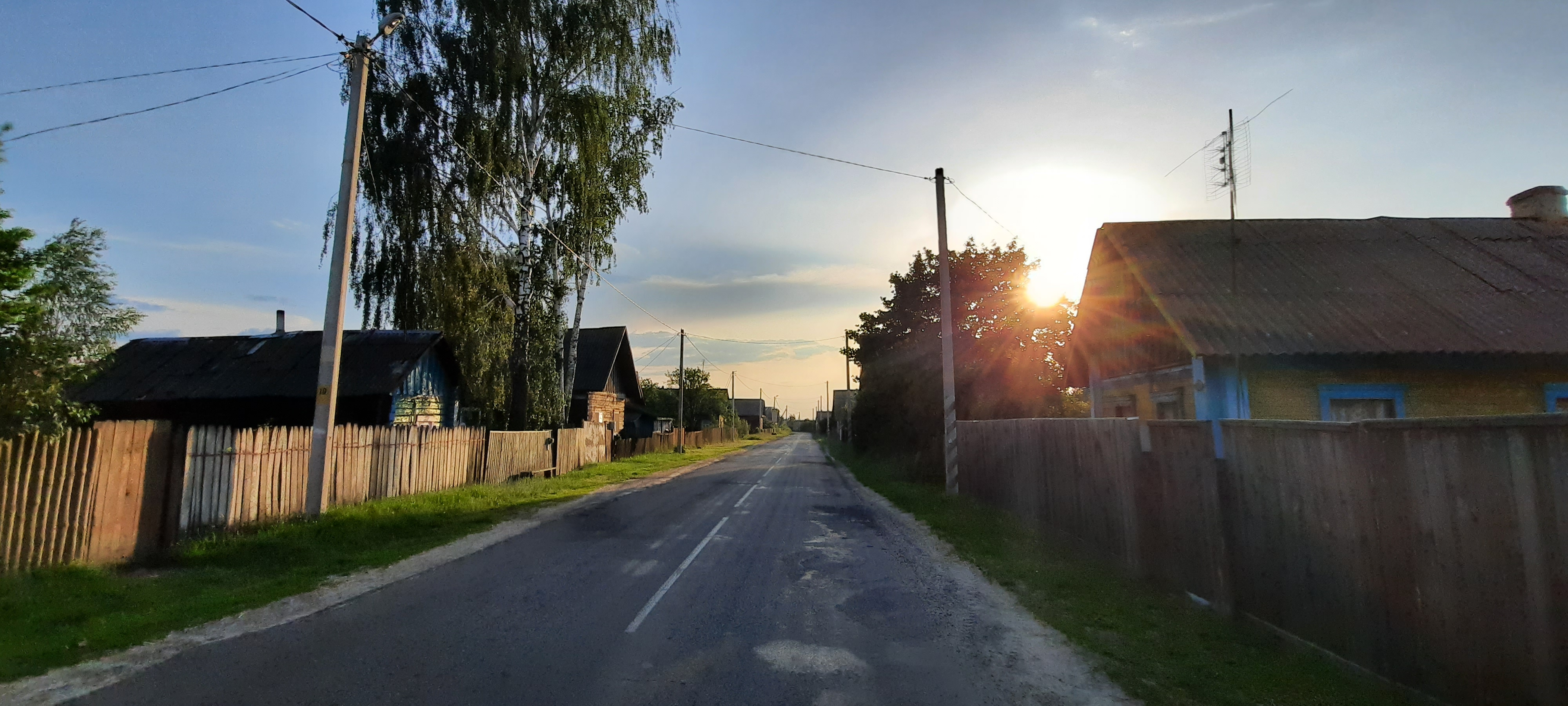
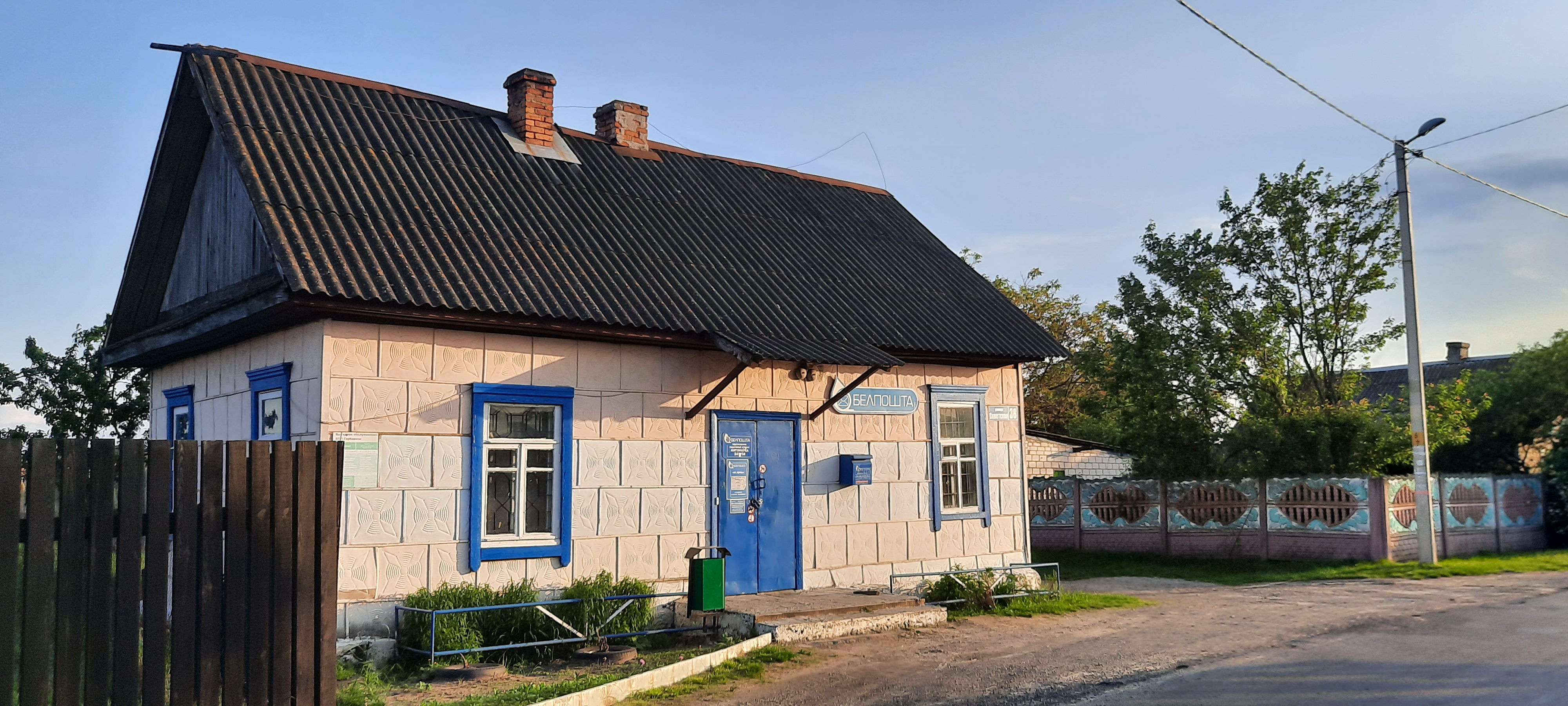